# Parc de Catalunya
El Parc de Catalunya és un parc situat al municipi de Sabadell, dins de la zona coneguda com l'Eix Macià que es va inaugurar el 1992. Ocupa una extensió de 43 hectàrees, des de l'Eix Macià fins a Can Rull, incloent la masia de Can Rull, una casa basilical amb vestigis arquitectònics del segle xv.
Al parc hi ha tres escultures: Arbre de ferro d'Antoni Marquès, situada al centre del parc, A de barca de Joan Brossa, a la gespa del costat del llac, i L'home de bronze, dedicada a Antoni Farrés i Sabater, alcalde de Sabadell entre els anys 1979 i 1999.

## Història
El primer projecte de parc es va realitzar pels arquitectes Josep Renom i Joaquim Manich el 1929, tot i que no es va dur a terme. L'any 1977 es va aprovar un pla per a construir 3.300 habitatges als terrenys del parc. 75 entitats ciutadanes de Sabadell van presentar recursos contra el pla, que es va aprovar igualment, i van emprendre altres accions a favor del parc, com un intent de plantada d'arbres, l'any 1979, que va ser prohibida pel governador civil.
L'ajuntament democràtic sorgit de les eleccions de 1979 va iniciar el procés per a modificar el pla general i va començar a comprar terrenys. El 1984 l'ajuntament va a arribar a ser propietari d'un 90% de terrenys del parc i va convocar un concurs d'idees. L'any 1986 es va presentar el projecte d'ordenació del parc, realitzat pels arquitectes Joan Roig i Enric Batlle. Membres de 170 entitats de Sabadell van plantar arbres al parc. El 1988 es va aprovar definitivament el canvi de pla d'ordenació per a construir l'Eix Macià i el parc de Catalunya. Un conveni amb l'Institut Català del Sòl va facilitar l'operació Eix Macià, amb la construcció de comerços i oficines. Els beneficis que va generar aquesta operació es van invertir íntegrament en la construcció del parc. El 1989 van començar les obres del parc i el 1992 se'n va inaugurar la primera part. El 1993 va entrar en servei l'observatori astronòmic i el 1996 la urbanització del sector Can Rull i el tren en miniatura.
L'abril del 2024, degut a un episodi de sequera generalitzat a quasi tot Catalunya, l'ajuntament de Sabadell va anunciar que començaria un buidament controlat de l'aigua llac del parc per la impossibilitat de replernar-lo amb aigua nova. A finals d'aquell mes el llac va quedar ja gairebé buit.

## Equipaments
El Parc de Catalunya disposa de diversos equipaments:

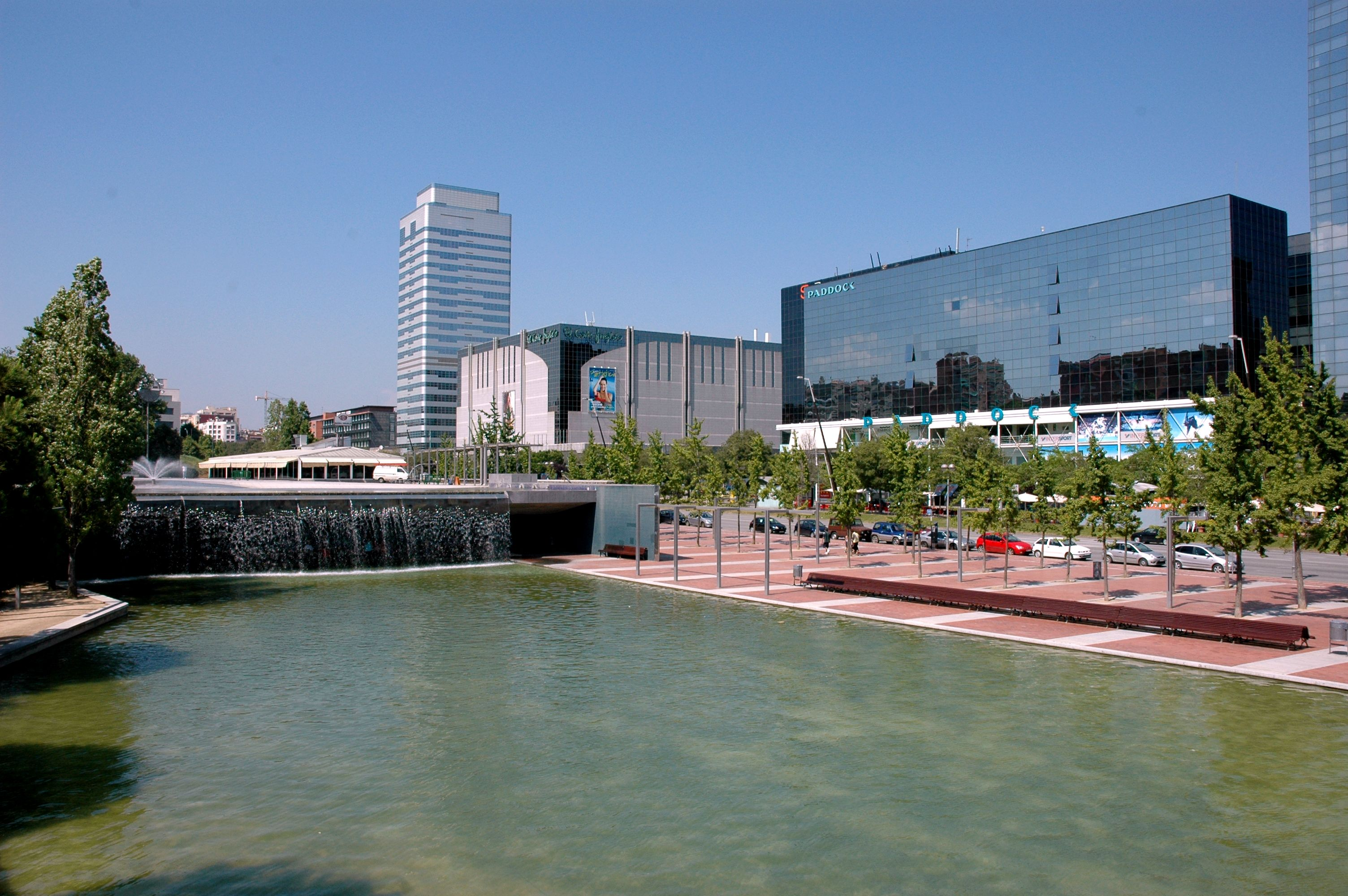
El llac artificial

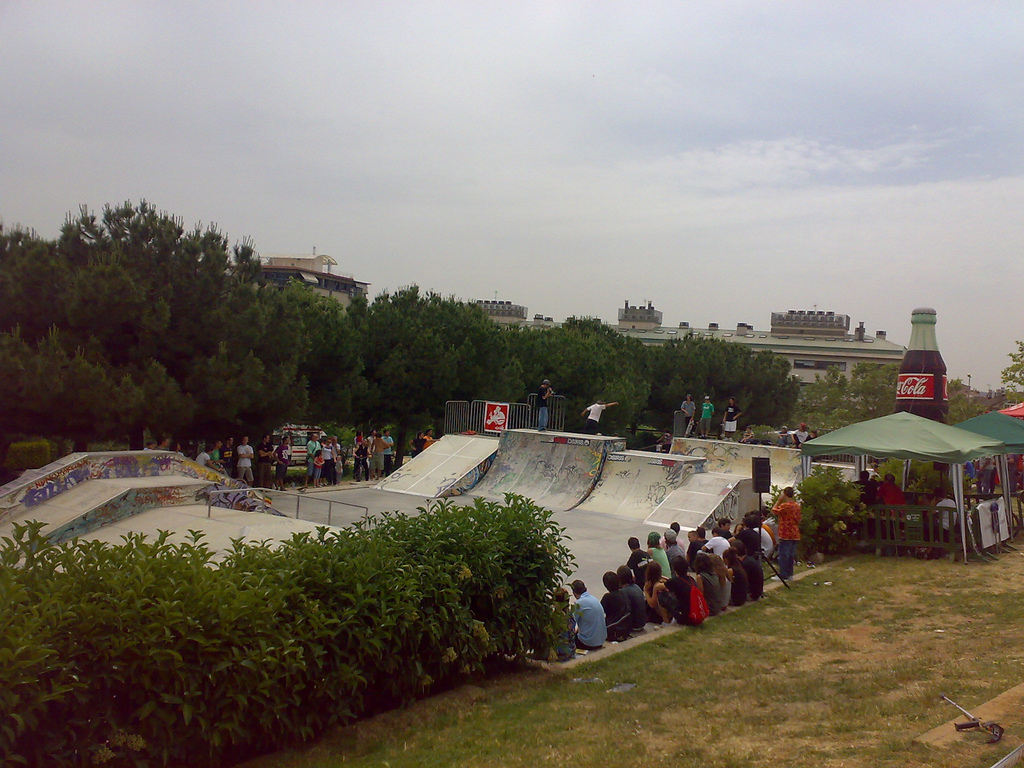
Skatepark

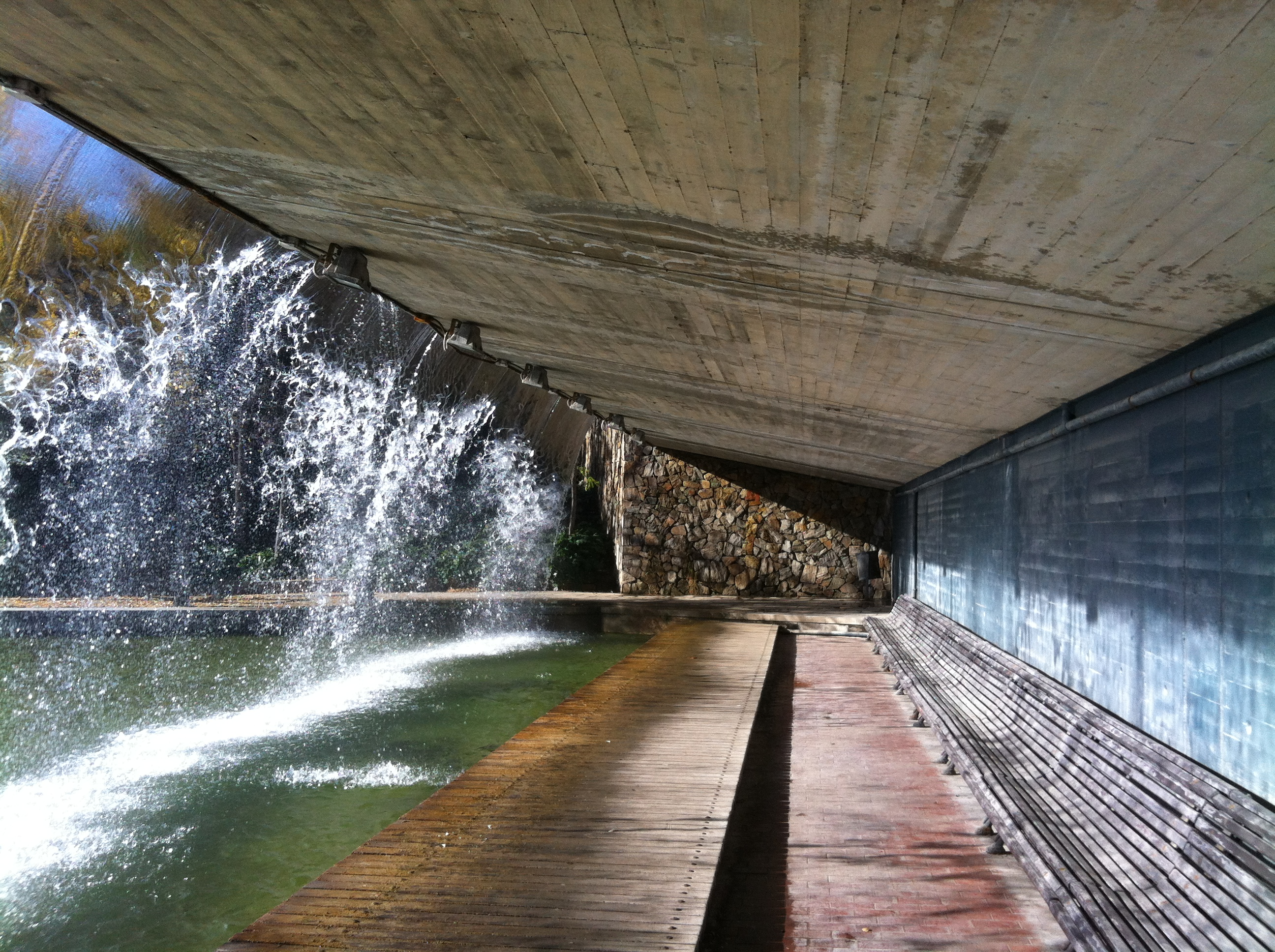
Cascada

### Amfiteatre
Al mig del parc i al costat de l'observatori astronòmic hi ha un amfiteatre on es fan concerts i actuacions amb una capacitat per a 40.000 persones. Durant la Festa Major acull la festa organitzada per l'emissora de ràdio Máxima FM.

### Ferrocarril
A la zona oest del parc de Catalunya, situat al voltant de la masia de Can Rull, hi ha un circuit ferroviari de 3.068 m de llargada i dues vies d'amplada. El recorregut en tren té una durada de 23 minuts de trajecte i passa per un viaducte i sis túnels. Es tracta d'un dels circuits ferroviaris més grans d'Europa. Obren durant tot l'any els diumenges i dies festius. Aquest circuit es va posar en funcionament el 6 de juliol de 1997, cinc mesos després d'inaugurar el parc. Cada any hi passen més de 25.000 persones. El circuit és municipal, però se'n fa càrrec el Centre de Modelisme Ferroviari de Sabadell (CEM-FES), entitat associada a la Federació Catalana d'Amics del Ferrocarril (FCAF).

### Llac artificial
El parc de Catalunya té un llac artificial de 8.439 m², una capacitat d'uns sis milions de litres, un salt d'aigua de quatre metres d'alçada i un brollador situat a la part central. El llac s'omple amb l'aigua d'un pou que és tractada i filtrada per obtenir un ecosistema equilibrat. Es porta un control periòdic de la qualitat de l'aigua del llac, com també de la xarxa de les fonts públiques. L'estany superior del llac s'alimenta de cinc raigs d'aigua i d'un bano, mentre que a l'estany inferior hi ha uns brolladors a les parts buides de les lletres "Parc de Catalunya". Al llac s'hi troben cignes, ànecs, carpes i gambúsies. Hi ha un embarcador amb una trentena de barques. Els caps de setmana es poden llogar per fer un passeig pel llac.

### Observatori astronòmic
A la part més alta del parc hi ha ubicat un observatori astronòmic. És un edifici municipal gestionat per l'Agrupació Astronòmica de Sabadell, entitat de gran prestigi en el món científic i amb gran nombre de socis. Hi ha una exposició permanent, una biblioteca i el telescopi privat més gran d'Europa. Es fan sessions públiques d'observació a hores convingudes. Té un auditori per a 60 persones.

### Altres
- Parc infantil
- Zona amb aparells de gimnàstica per a la gent gran
- Zona d'esbarjo per a gossos
- Zona Wi-Fi